# Георги Янев (свещеник)
Вижте пояснителната страница за други личности с името Георги Янев.
Георги Янев е български свещеник от епохата на Възраждането.

## Биография
Георги Янев е син на служилия като пръв свещеник в църквата „Свети Тодор Тирон“ на пиринското село Ощава отец Яне Тошев. Янев също е ръкоположен за свещеник и служи в Ощава заедно със свещеник Яне Костадинов откриват училище, в което двамата преподават. Училището е килийно, а по-късно става светско. След интриги на гръцкия силогос е заподозрян в революционна дейност от властите и е принуден да бяга в Горна Джумая, където става архиерейски наместник. Дъщеря му е омъжена за учителя и революционер Георги Корчев.